# Дядюра, Эдуард Александрович
Эдуа́рд Алекса́ндрович Дядюра (род. 6 августа 1970 года, Днепропетровск) — российский оперно-симфонический дирижёр, хоровой дирижёр, хормейстер, композитор и педагог.

## Биография
Родился в городе Днепропетровск. Живёт в России с 1987 года. Окончил Российскую академию музыки им. Гнесиных:
- класс хорового дирижирования — профессора С. Д. Гусева;
- класс оперно-симфонического дирижирования — профессора Э. А. Серова.
- ученик профессора Ю.Симонова — симфоническое дирижирование

## Творческая биография
1992—1996 хормейстер хоровой капеллы России им. А. Юрлова.

1996—2000 художественный руководитель и дирижёр академического хора Московского государственного университета культуры.

1996—2000 преподаватель кафедры хорового дирижирования Московского Государственного Университета культуры.

1999—2001 дирижёр симфонического оркестра «Молодая Россия» (главный дирижёр — Марк Горенштейн).

2003 главный хормейстер хоровой капеллы России им. Юрлова.

2003, 2004, 2005, прошёл мастер-класс профессора Ю. И. Симонова (Будапешт, Венгрия).

2005 прошёл мастер-класс Г. Н. Рождественского.

2004—2007 дирижёр академического симфонического оркестра Московской государственной академической филармонии (главный дирижёр — Юрий Симонов).

2007—2013 дирижёр симфонического оркестра России.

## Оркестры, с которыми работал Э. Дядюра
- Академический симфонический оркестр Московской филармонии,
- Государственный симфонический оркестр «Молодая Россия» (главный дирижёр М. Горенштейн)
- Симфонический оркестр России п/у В. Дударовой,
- Симфонический оркестр министерства обороны России,
- Московский государственный симфонический оркестр под управлением П. Когана,
- Симфонический оркестр телевидения и радиовещания,
- Симфоническая капелла России п/у В. Полянского,
- Московский государственный симфонический оркестр п/у Д. Орлова,

А также приглашённый дирижёр симфонических оркестров Санкт-Петербурга, Новосибирска, Ростова-на-Дону, Саратова, Волгограда, Белгорода, Краснодара, Ульяновска, Кисловодска, Уфы, Петрозаводска, Ярославля, Калининграда, Кемерово, Томска, Киева, Львова, Днепропетровска, Харькова, Таллинна, Алма-Аты, Луганска, Донецка, Запорожья, Гомеля.
- Зарубежные симфонические оркестры: США, Англия, Испания, Китай, Германия, Латвия, Литва.

## Хоровые коллективы
- Хоровая капелла России им. Юрлова,
- Русский хор им. Свешникова,
- Московский областной хор,
- Камерный хор студентов московской консерватории,
- Московский хор Благовест

## Дирижировал большими коллективами
2000 г. Большой зал консерватории "Поэма Любви"/Композитор Эдуард Дядюра, солист Николай Басков/в составе 300 исполнителей
2001 Большой зал Московской консерватории — Карл Орф «Кармина Бурана» в составе 300 исполнителей.

2002 Большой зал Московской консерватории — Дж. Верди «Реквием» в составе 300 исполнителей.

2003 Большой зал Московской консерватории Бетховен 9-я симфония в составе 300 исполнителей.

2006 Центральный манеж в Москве — Д. Шостакович 7-я (Ленинградская) симфония, исполнена с академическим симфоническим оркестром Московской филармонии к столетию со дня рождения композитора.

## Личная жизнь
Жена — Элеонора Дядюра -поэт, сценарист, дизайнер по костюму; дочь — Виолетта Дядюра - певица, модель; дочь - Кристина Дядюра - организатор концертных программ, помощник режиссёра(ГЦКЗ "Россия");

## Дополнительная информация
2010 Большой зал Московской консерватории два концерта Ярославского академического симфонического оркестра, посвящённые празднованию 1000-летия Ярославля.

2010 Государственный Кремлёвский дворец, по приглашению Д. Медведева провёл концерт по случаю новогоднего приёма президента России.

С 2010 года — главный приглашённый дирижёр Днепропетровского государственного академического театра оперы и балета.
Неоднократно выступал в Большом зале московской консерватории, концертном зале им. Чайковского, Колонном зале Дома Союзов, государственном кремлёвском дворце, Рахманиновском зале московской консерватории, малом зале московской консерватории, академии музыки им. Гнесиных.
Дирижировал операми: Аида, Травиата, Набукко, Трубадур, Кармен, Волшебная флейта, Свадьба Фигаро, Евгений Онегин, Отелло.
Гастролировал в Китае, Чехии, США, Испании, Великобритании, Германии.
Работает как со знаменитыми исполнителями классической музыки, в числе которых: А. Аглатова, Н. Басков, Ю.Богданов, В. Гарелло, Х. Гарзмава, Г. Гуяш, Ю. Игонина, Я. Канцельсон, К. Корниенко, М. Максакова, М. Пастер, А. Сафина, С. Тарасов, Д. Янов-Ановский, так и с эстрадными исполнителями, такими как Габриэлла, Л. Долина, Зара, С. Пенкин, арт-группа «Кватро», Г. Лепс, С. Мазаев, «ТенорА XXI века», хор Турецкого и другими.
12 июня 2014 года дирижировал симфоническим оркестром на открытии фитнес-клуба «Forte-Club» в городе Саратове.